# Ком-сюр-Артюби (кантон)
Ком-сюр-Артюби (фр. Comps-sur-Artuby) — упразднённый кантон на юго-востоке Франции, в регионе Прованс — Альпы — Лазурный Берег (департамент — Вар, округ — Драгиньян).

## Состав кантона
До марта 2015 года включал в себя 9 коммун, площадь кантона — 257,1 км², население — 1 397 человек (2010), плотность населения — 5,43 чел/км².
| Коммуна         | Французское название | Площадь, км² | Население, чел. (2012) | Плотность, чел/км² |
| --------------- | -------------------- | ------------ | ---------------------- | ------------------ |
| Баржем          | Bargème              | 27,95        | 180                    | 6,4                |
| Бренон          | Brenon               | 5,59         | 24                     | 4,3                |
| Ком-сюр-Артюби  | Comps-sur-Artuby     | 63,49        | 334                    | 5,3                |
| Ла-Бастид       | La Bastide           | 11,76        | 200                    | 17                 |
| Ла-Мартр        | La Martre            | 20,37        | 198                    | 9,7                |
| Ла-Рок-Эсклапон | La Roque-Esclapon    | 26,98        | 271                    | 10                 |
| Ле-Бурге        | Le Bourguet          | 25,39        | 26                     | 1                  |
| Триганс         | Trigance             | 60,6         | 171                    | 2,8                |
| Шатовьё         | Châteauvieux         | 14,97        | 78                     | 5,2                |

29 марта 2015 года кантон официально упразднён согласно директиве от 27 февраля 2014, а коммуны административно переподчинены вновь созданному кантону Флейоск.